# Marea Ligurică
Marea Ligurică (în italiană Mar Ligure) este o mare care face parte din Marea Mediterană situată între insula Corsica (la sud) și regiunea Toscana (la nord).

## Istoric
Marea Ligurică a fost numită astfel în cinstea tribului din antichitate a ligurilor. 

## Clima
Temperaturile din zona Mării Ligurice sunt în general ridicate.

## Geografie
Marea Ligurică este situată între insula Corsica (la sud) și regiunea Toscana (la nord), la nord-vest de Marea Tireniană. Cele mai importante orașe-porturi sunt Genova și Nisa. Frontierele maritime italiene se întind până la frontiera cu Franța continentală și insula franceză Corsica. În est marea se învecinează cu Marea Tireniană, iar la vest cu Marea Mediterană propriu-zisă. Genova este orașul cel mai remarcabil în zona Mării Mediterane. Coasta de nord-vest este de remarcat pentru frumusetea ei pitoresc și climatul favorabil.
Golful Genova se află situat în partea sa nordică. Marea primește râul Arno din est și multe alte râuri care provin din Apenini. Porturile Genova, La Spezia și Livorno sunt situate pe coasta sa stâncoasă. Adâncimea maximă de 2850 m este atinsă în nord-vestul Corsicii.

## Ecosistemul
În Marea Ligurică sunt multe specii de delfini, protejate prin lege. 